# Пацци де Медичи, Алессандро
Алессандро Пацци де Медичи (итал. Pazzi de’ Medici, Alessandro) (4 марта 1483, Флоренция — 1530) — итальянский гуманист, писатель, поэт, переводчик с греческого, также политический деятель.

## Биография
Сын Гульельмо де Пацци и Бьянки Медичи, сестры Лоренцо Великолепного. Родился 4 марта 1483 года во Флоренции.
С молодых лет отличался литературными интересами, старался держаться вдали от политики, хотя и — будучи членом своей семьи — принимал в ней участие,
Посещал философскую школу Франческо Каттани да Дьяччето и Марчелло Адриани. Вероятно, учитывая его литературные и лингвистические интересы, его участие в кружке Orti Oricellari.
Первое политическое вступление Пацци — речь, написанная в 1522 году по просьбе Джулио Медичи, с восхвалениями венецианского строя.
После 1522 года (то есть заговора против Джулио Медичи) Пацци Медичи вернулся к работе с литературными текстами. В последующие годы он пишет своё главное сочинение, «Дидона в Карфагене», а также перевод с греческого на латынь «Ифигении в Тавриде» Еврипида (1524) и «Царя Эдипа» Софокла (1525). Существуют рукописи с переводом «Царя Эдипа» на итальянский.